# Richard Gotainer
Richard Gotainer (Parigi, 30 marzo 1948) è un cantante e comico francese.

## Biografia
Nato nel 1948 in una piccola cittadina della Lorena, dopo gli studi superiori si iscrive all'università per studiare Diritto, nel frattempo svolge diversi lavori per mantenersi. Quando trova lavoro in un'agenzia pubblicitaria abbandona gli studi e si dedica esclusivamente alla nuova professione. Lavorando come creativo pubblicitario, nel corso degli anni crea diversi slogan di successo per marche famose (Vittel, Danone). 
Assieme a Jacques Gaudillat fonda la Gatkess Production, società pubblicitaria che produrrà poi anche i suoi dischi.
Durante la creazione di uno spot per una bibita incontra il musicista Claude Engel che diventerà poi il compositore di tutte le sue canzoni. La collaborazione tra i due nasce per la registrazione di jingle pubblicitari ma poi si amplia sino alla creazione di veri e propri brani musicali.
Nel 1977 esce il suo primo lavoro discografico Le forgeur de tempos dal quale vengono estratti due 45 giri: Confetti (con la canzone Le Taquin et la Grognon sul lato B) e Polochon Blues (con Le Moustique sul secondo lato).
Nel 1981 pubblica il suo primo "best of" intitolato Grands succès contenente il singolo Le Sampa (inserito nella colonna sonora del film Le Maître d'école di Claude Berri) che raggiunge la 4ª posizione nella classifica di vendita francese e il brano Primitif precedentemente pubblicato come singolo e arrivato alla 5ª posizione.
Nel 1982 esce Chants zazous che contiene il singolo Le mambo du décalco uno dei suoi brani più famosi.
Il suo spettacolo teatrale, intitolato La Goutte au pèpère, è stato messo in scena dall'artista in numerose date, di cui una presso lo storico teatro Olympia di Parigi.
Tra la sua produzione va segnalato l'atipico album Poil à la pub (1985) in quanto questa incisione è una raccolta di jingle creati da Gotainer durante la sua carriera di pubblicitario.
Gotainer è apparso anche in diversi film e serie tv oltre ad aver preso parte alla sceneggiatura del film Rendez-vous au tas de sable di Didier Grousset, di cui ha anche inciso la colonna sonora.

## Discografia

### Album studio
- 1977 - Le Forgeur de tempos (Philips Records)
- 1979 - Contes de traviole (Philips Records)
- 1982 - Chants zazous (Virgin Records)
- 1985 - Poil à la pub (Virgin Records)
- 1987 - Vive la Gaule (Virgin Records)
- 1989 - Rendez-vous au tas de sable
- 1990 - Ô Vous (Gatkess)
- 1992 - D'amour et D'Orage (Gatkess)
- 1994 - Elle est pas belle la vie!?! (Gatkess)
- 1995 - Les Inoubliables (Gatkess)
- 1997 - Tendance banane (Gatkess)
- 2004 - La Goutte au Pépère (Gatkess)
- 2008 - Espèce de bonobo (Gatkess)

### Live
- 1995 - Le Gotainer Band (en public) (Gatkess)
- 2010 - Comme à la maison (Gatkess)

### Raccolte
- 1981 - Grands Succès (Philips Records)
- 1988 - Perles et Bijoux (Virgin Records)
- 1992 - Double Super Compil (Gatkess)
- 1997 - Des tubes, rien que des tubes (Flare)
- 2006 - Gotainer l'intégrale (Gatkess)
- 2007 - Le Grand Compile (+ DVD) (Gatkess)

### Collaborazioni
- 1986 - AA.VV. La Fugue du Petit Poucet

Album collettivo ispirato ai racconti di Michel Tournier pubblicato per raccogliere fondi per la Croce Rossa francese.

## Filmografia

### Cinema
- Le Maître d'école, regia di Claude Berri (1981)
- Rendez-vous au tas de sable di Didier Grousset (1989)
- La Divine Poursuite, regia di Michel Deville (1996)
- Hygiène de l'assassin, regia di François Ruggieri (1998)
- Le Genre humain, première partie: Les Parisiens, regia di Claude Lelouch (2004)

### Televisione
- H – serie TV, episodio 2x19 (1999)
- Carla Rubens – serie TV, 2 episodi (2005-2007)
- Paris 16ème – serie TV, 33 episodi (2009)
- Myster Mocky présente – episodio 3x09 (2009)
- Colère, regia di Jean-Pierre Mocky - film TV (2010)